# Герб Пеї-де-ла-Луар
Герб Пеї-де-ла-Луар — герб регіону на заході Франції.

## Опис
Герб, запропонований геральдистом Робертом Луїсом.
Щит розсічено, перше синє півполе усіяне золотими геральдичними ліліями та з червоною півобляміквою, на якій червоний срібний лев у правому верхньому куті, друге - горностаєве з синьою хвилястою півоблямівкою, поверх полів червоне вендейське серце.

## Історія
Герб утворено на основі поєднання гербів п'яти департаментів. Половина щита ідентична гербу провінції Мен (блакитне поле із золотими геральдичними ліліями всередині червоної рамки та білий лев у кантоні) і представляє департаменти Мен і Анжу. На горностєва половина щита символізує традиційно бретонські частини регіону, які включають столицю Нант; він оточений хвилястою синьою рамкою. У центрі — символ Вандеї: корона над двома переплетеними серцями.
Синє поле усіяне золотими геральдичними ліліями та з червоною півобляміквою, на якій червоний срібний лев у правому верхньому куті - герб герцогів Анжуйських, які володіли графством Мен. Герб став основою департаменту Мен і Луара, а з левом - Сарти.
Горностаєвий щит із синьою напівоблямівкою взятий іх неофіційного герба департаменту Атлантична Луара.
Символ Святого серця почав асоціюватися з Вандеєю з початком повстання в 1793 році. Святе Серце бачили на нашивках повстанців частіше, ніж на прапорах. Після проходження пекельних колон символ серця забороняли або вживали  залежно від політичного клімату. На основі серця першій половині ХХ століття було створено герб Вандеї, який містить подвійне Святе Серце на сріблястому щиті та облямівку, що складається з чергування синього прямокутника із золотими ліліями, символом Франції, та червоного прямокутника із золотим замком, символом Пуату. Потім до сердець додали корону, якої раніше не було.

Герб Анжу та департаменту Мен і Луара
Герб Гая II Овернського (печатка ХІІ ст.), герб Сарта
Неофіційний герб департаменту Атлантична Луара
Герб департаменту Майєн
Серце Вандеї
Герб департаменту Вандеї